# 彼得·马修斯
彼得·马修斯（英語：Peter Matthews，1989年11月13日—）是一名专长于400米赛跑的牙买加短跑运动员。他曾代表牙买加参加2016年里约奥运，结果获得男子4×400米接力项目的银牌。他也参加了2015年世界田径锦标赛，在男子400米项目上进入半决赛。